# 베키 사워브런
리베카 엘리자베스 사워브런(영어: Rebecca Elizabeth Sauerbrunn, 1985년 6월 6일 ~ )은 베키 사워브런(영어: Becky Sauerbrunn)이라는 이름으로도 알려진 미국의 여자 축구 선수이다. 포지션은 수비수이며, 현재 미국 내셔널 위민스 사커 리그의 유타 로열스 FC에서 활동하고 있다.

## 학교 경력
베키 사워브런은 미주리주 세인트루이스에서 제인 사워브런과 스콧 사워브런 부부의 딸로 태어났다. 베키 사워브런의 오빠였던 그랜트 사워브런과 애덤 사워브런 형제는 베키 사워브런에게 육체적, 정신적인 동기를 부여했다. 베키 사워브런은 12세부터 JB 마린 SC 소속으로 활동했으며 미주리 주립 축구 선수권 대회에서 4차례의 우승을 경험했다.
베키 사워브런은 미주리주 라듀에 위치한 라듀 고등학교 재학 시절에 축구 이외에 배구, 농구를 즐기기도 했지만 라듀 고등학교 축구단의 주장으로 임명된 이후에는 스위퍼, 중앙 미드필더로 활약했다. 특히 시니어 시즌 동안에는 21골을 기록하면서 도움 19개를 기록했다. 2001년에는 미국 축구 지도자 협회(NSCAA)로부터 올해의 전미 청소년 축구 선수로 선정되었고 2002년에는 미국 축구 지도자 협회(NSCAA)로부터 올해의 전미 U-17 여자 축구 선수로 선정되었다. 2002년, 2003년에는 잡지 《퍼레이드》가 선정한 올해의 전미 여자 축구 선수, 2003년에는 게토레이가 선정한 올해의 미주리주 여자 축구 선수에 이름을 올리는 영예를 안았다.
베키 사워브런은 2003년부터 2007년까지 버지니아 대학교 산하 버지니아 캐벌리어스 여자 축구단 소속으로 활동했다. 2003 전미 대학 체육 협회(NCAA) 디비전 I 여자 축구 선수권 대회 시즌에서는 21경기에 출전하여 도움 2개를 기록했고 NSCAA 올리전 팀, NSCAA 올아메리카 퍼스트 팀, ACC 올세컨드 팀, ACC 올프레시맨 팀, ACC 올해의 프레시맨에 선정되는 영예를 안았다. 2004 NCAA 디비전 I 시즌은 2004년 FIFA U-19 세계 여자 축구 선수권 대회에 집중하기 위해 불참했다.
베키 사워브런은 2005 NCAA 디비전 I 시즌에서 25경기에 출전하여 1골, 2도움을 기록했으며 NSCAA 올리전 팀, ACC 올세컨드 팀, ACC 올아카데미 팀에 이름을 올렸다. 2006 NCAA 디비전 I 시즌에서는 21경기에 출전하여 NSCAA 올리전 팀, ACC 올퍼스트 팀, NSCAA 올아메리카 세컨드 팀, ACC 올아카데미 팀에 이름을 올렸다. 2007 NCAA 디비전 I 시즌에서는 23경기에 출전하여 1골, 도움 3개를 기록했고 NSCAA 올리전 팀, NSCAA 올아메리카 퍼스트 팀, ACC 올퍼스트 팀, 아카데믹 올아메리칸 팀, ACC 올토너먼트 팀에 이름을 올렸다. 2008년에는 대학교 졸업과 함께 ACC 대학원 장학금을 받는 영예를 안았다.

## 클럽 경력
베키 사워브런은 버지니아 대학교에 재학 중이던 2005년에 보스턴 레니게이즈에 입단하면서 USL W리그 무대에 데뷔했으며 2006년부터 2007년까지 리치먼드 키커스 데스티니 소속으로 활동하면서 24경기에 출전했다. 2008년 10월 6일에 열린 미국 여자 프로 축구(WPS) 일반 드래프트 1라운드에서는 3순위로 지명되어 워싱턴 프리덤에 입단하게 된다.
베키 사워브런은 2009년 3월 29일에 열린 로스앤젤레스 솔과의 경기에 처음 출전하면서 미국 여자 프로 축구 무대에 데뷔했으며 2009년 4월 11일에 열린 시카고 레드 스타스와의 경기에서는 자신의 미국 여자 프로 축구 무대 첫 골을 기록하는 영예를 안았다. 베키 사워브런은 2009 WPS 시즌 진행 도중에 노르웨이 톱세리엔에 참가하고 있던 여자 축구 클럽인 뢰아 IL에 3개월 동안 임대되어 뢰아 IL의 2009-10 UEFA 여자 챔피언스리그 8강전 진출에 기여했다. 2010 WPS 시즌에서 워싱턴 프리덤으로 복귀한 이후에는 WPS 정규 시즌 24경기에 출전했다. 워싱턴 프리덤은 2010 WPS 정규 시즌에서 4위를 기록하면서 WPS 플레이오프에 진출했지만 필라델피아 인디펜던스와의 플레이오프 1라운드에서 패배하면서 탈락하고 만다.
베키 사워브런은 2013년 1월 11일에 새로 출범한 내셔널 위민스 사커 리그(NWSL)가 미국, 캐나다, 멕시코 출신 여자 축구 선수들을 대상으로 진행한 선수 드래프트 과정에서 FC 캔자스시티에 지명되었다. 2013 내셔널 위민스 사커 리그 시즌에서는 19경기에 출전하여 FC 캔자스시티의 정규 시즌 준우승에 기여했고 내셔널 위민스 사커 리그 올해의 수비수, 베스트 일레븐에 선정되는 영예를 안았다. 2014 내셔널 위민스 사커 리그 시즌에서는 정규 시즌 22경기에 출전하여 FC 캔자스시티의 정규 시즌 준우승에 기여했다. FC 캔자스시티는 2014 NWSL 챔피언십 플레이오프에서 우승을 차지했고 베키 사워브런은 내셔널 위민스 사커 리그 올해의 수비수, 베스트 일레븐에 선정되는 영예를 안게 된다.
베키 사워브런은 2015 내셔널 위민스 사커 리그 시즌에서 정규 시즌 11경기에 출전했지만 나머지 9경기는 2015년 FIFA 여자 월드컵에 집중하기 위해 불참했다. FC 캔자스시티는 2015 시즌에서 정규 시즌 3위를 차지했고 NWSL 챔피언십 플레이오프에서 우승을 차지하게 된다. 베키 사워브런은 3회 연속으로 내셔널 위민스 사커 리그 올해의 수비수, 베스트 일레븐에 선정되는 영예를 안게 된다.
베키 사워브런은 2016, 2017 시즌에서 내셔널 위민스 사커 리그 베스트 일레븐에 선정되는 영예를 안았다. 2018년에는 유타 로열스 FC로 이적했으며 2018 내셔널 위민스 사커 리그 시즌에서도 베스트 일레븐에 선정되는 영예를 안았다.

## 국가대표 경력
베키 사워브런은 1999년에 미국 여자 U-14 축구 국가대표팀 훈련 캠프에 처음 참가했고 2000년부터 2004년까지 미국 여자 U-16, U-19 축구 국가대표팀에서 활동했다. 태국에서 개최된 2004년 FIFA U-19 세계 여자 축구 선수권 대회에서는 미국 여자 축구 국가대표팀의 주장을 맡았는데 본선 6경기에 모두 출전하면서 미국이 3위를 차지하는 데에 기여했다. 2007년, 2008년에는 미국 여자 U-21, U-23 축구 국가대표팀의 주장을 맡으면서 미국의 노르딕컵 우승에 기여했다.
베키 사워브런은 2008년 1월에 피아 순드하게 감독에 의해 미국 여자 축구 국가대표팀 선수로 발탁되었으며 2008년 1월 16일에 중국 광저우에서 열린 캐나다와의 4개국 여자 축구 친선 토너먼트 경기에 처음 출전하면서 데뷔했다. 그 뒤로 한동안 미국 여자 축구 국가대표팀에 선발되지 않았다가 2010년 CONCACAF 여자 골드컵 개막 이전에 부상당한 선수의 대체 선수로 발탁되었다. 2010년 10월 30일에 열린 과테말라와의 조별 예선 경기에 출전하면서 복귀했다.
베키 사워브런은 2011년에 열린 중국 4개국 여자 축구 친선 토너먼트, 알가르브컵에 참가하면서 대표팀의 주전 수비수 경쟁에 나섰고 독일에서 개최된 2011년 FIFA 여자 월드컵에 참가한 미국 여자 축구 국가대표팀 명단에 이름을 올렸다. 프랑스와의 준결승전에서는 브라질과의 8강전 경기에서 나온 퇴장으로 인해 출전할 수 없게 된 레이철 뷸러 선수를 대신해서 선발 출전했는데 미국은 프랑스에 3-1 승리를 기록하면서 결승전에 진출했다. 미국은 일본과의 결승전에서 승부차기 끝에 패배하면서 준우승을 차지하게 된다.
베키 사워브런은 2012년 런던 하계 올림픽에 참가한 미국 여자 축구 국가대표팀 명단에 이름을 올렸다. 조선민주주의인민공화국과의 조별 예선 경기, 캐나다와의 준결승전 경기, 일본과의 결승전 경기에서 모두 교체 출전했는데 미국은 이 대회에서 여자 축구 금메달을 획득하게 된다. 캐나다에서 개최된 2015년 FIFA 여자 월드컵에서는 본선 7경기에 모두 출전했고 미국의 FIFA 여자 월드컵 3회 우승에 기여했다.
베키 사워브런은 2016년 2월 21일에 열린 캐나다와의 2016년 리우데자네이루 하계 올림픽 여자 축구 북중미카리브 지역 예선 결승전 경기에 출전하면서 A매치 100경기 출전 기록을 수립했다. 2016년 리우데자네이루 하계 올림픽 본선에 참가한 미국 여자 축구 국가대표팀 명단에도 이름을 올렸지만 미국은 스웨덴과의 8강전 경기에서 승부차기 끝에 패배하면서 탈락하고 만다.
베키 사워브런은 2019년 5월에 프랑스에서 개최된 2019년 FIFA 여자 월드컵에 참가한 미국 여자 축구 국가대표팀 명단에 이름을 올렸다. 본선에서는 칠레와의 조별 예선 경기, 스웨덴과의 조별 예선 경기, 스페인과의 16강전 경기, 프랑스와의 8강전 경기, 잉글랜드와의 준결승전 경기, 네덜란드와의 결승전 경기에 출전했으며 미국은 해당 대회에서 FIFA 여자 월드컵 통산 4회 우승을 달성하게 된다.

## 수상

### 클럽
- NWSL 챔피언십 플레이오프 2회 우승 (2014, 2015)

### 국가대표
- 2004년 FIFA U-19 세계 여자 축구 선수권 대회 3위
- 2007년 노르딕컵 우승
- 2008년 중국 4개국 여자 축구 친선 토너먼트 우승
- 2008년 노르딕컵 우승
- 2010년 CONCACAF 여자 골드컵 3위
- 2011년 중국 4개국 여자 축구 친선 토너먼트 우승
- 2011년 알가르브컵 우승
- 2011년 FIFA 여자 월드컵 준우승
- 2012년 런던 하계 올림픽 여자 축구 북중미카리브 지역 예선 우승
- 2012년 런던 하계 올림픽 여자 축구 금메달
- 2013년 알가르브컵 우승
- 2014년 CONCACAF 여자 축구 선수권 대회 우승
- 2015년 알가르브컵 우승
- 2015년 FIFA 여자 월드컵 우승
- 2016년 리우데자네이루 하계 올림픽 여자 축구 북중미카리브 지역 예선 우승
- 2016년 시빌르브스컵 우승
- 2018년 토너먼트 오브 네이션스 우승
- 2018년 CONCACAF 여자 축구 선수권 대회 우승
- 2019년 FIFA 여자 월드컵 우승

### 개인

#### 고등학교 부문
- 2001년 미국 축구 지도자 협회(NSCAA) 올해의 전미 청소년 축구 선수 선정
- 2002년에는 미국 축구 지도자 협회(NSCAA) 올해의 전미 U-17 여자 축구 선수 선정
- 2002년 《퍼레이드》 올해의 전미 여자 축구 선수 선정
- 2003년 《퍼레이드》 올해의 전미 여자 축구 선수 선정
- 2003년 게토레이 올해의 미주리주 여자 축구 선수 선정

#### 대학교 부문
- 2003 NCAA 디비전 I 여자 축구 선수권 대회 시즌 NSCAA 올리전 팀 선정
- 2003 NCAA 디비전 I 여자 축구 선수권 대회 시즌 NSCAA 올아메리카 퍼스트 팀 선정
- 2003 NCAA 디비전 I 여자 축구 선수권 대회 시즌 ACC 올세컨드 팀 선정
- 2003 NCAA 디비전 I 여자 축구 선수권 대회 시즌 ACC 올프레시맨 팀 선정
- 2003 NCAA 디비전 I 여자 축구 선수권 대회 시즌 ACC 올해의 프레시맨 선정
- 2005 NCAA 디비전 I 여자 축구 선수권 대회 시즌 NSCAA 올리전 팀 선정
- 2005 NCAA 디비전 I 여자 축구 선수권 대회 시즌 ACC 올세컨드 팀 선정
- 2005 NCAA 디비전 I 여자 축구 선수권 대회 시즌 ACC 올아카데미 팀 선정
- 2006 NCAA 디비전 I 여자 축구 선수권 대회 시즌 NSCAA 올리전 팀 선정
- 2006 NCAA 디비전 I 여자 축구 선수권 대회 시즌 ACC 올퍼스트 팀 선정
- 2006 NCAA 디비전 I 여자 축구 선수권 대회 시즌 NSCAA 올아메리카 세컨드 팀 선정
- 2006 NCAA 디비전 I 여자 축구 선수권 대회 시즌 ACC 올아카데미 팀 선정
- 2007 NCAA 디비전 I 여자 축구 선수권 대회 시즌 NSCAA 올리전 팀 선정
- 2007 NCAA 디비전 I 여자 축구 선수권 대회 시즌 NSCAA 올아메리카 퍼스트 팀 선정
- 2007 NCAA 디비전 I 여자 축구 선수권 대회 시즌 ACC 올퍼스트 팀 선정
- 2007 NCAA 디비전 I 여자 축구 선수권 대회 시즌 아카데믹 올아메리칸 팀 선정
- 2007 NCAA 디비전 I 여자 축구 선수권 대회 시즌 ACC 올토너먼트 팀 선정
- 2008 NCAA 디비전 I 여자 축구 선수권 대회 시즌 ACC 대학원 장학금 수령

#### 클럽 부문
- 2013 내셔널 위민스 사커 리그 시즌 올해의 수비수 선정
- 2013 내셔널 위민스 사커 리그 시즌 베스트 일레븐 선정
- 2014 내셔널 위민스 사커 리그 시즌 올해의 수비수 선정
- 2014 내셔널 위민스 사커 리그 시즌 베스트 일레븐 선정
- 2015 내셔널 위민스 사커 리그 시즌 올해의 수비수 선정
- 2015 내셔널 위민스 사커 리그 시즌 베스트 일레븐 선정
- 2016 내셔널 위민스 사커 리그 시즌 베스트 일레븐 선정
- 2017 내셔널 위민스 사커 리그 시즌 베스트 일레븐 선정
- 2018 내셔널 위민스 사커 리그 시즌 베스트 일레븐 선정